# Єлатомка
Єла́томка (рос. Елатомка) — село у складі Бугурусланського району Оренбурзької області, Росія.

## Населення
Населення — 763 особи (2010; 800 у 2002).
Національний склад (станом на 2002 рік):
- росіяни — 89 %